# Tufão Sinlaku (2008)
O tufão Sinlaku (designação internacional: 0813; designação do JTWC: 15W; designação filipina Marce foi um intenso ciclone tropical que atingiu a ilha de Taiwan em meados de setembro de 2008. Sendo o décimo terceiro sistema tropical dotado de nome e o nono tufão da temporada de tufões no Pacífico de 2008, segundo a AMJ, ou o décimo tufão, segundo o JTWC, Sinlaku formou-se a partir de uma área de distúrbios meteorológicos que persistia ao leste das Filipinas em 7 de setembro. Seguindo para oeste, e depois para norte e noroeste, Sinlaku começou a se fortalecer rapidamente, se tornando a tempestade tropical Sinlaku no dia seguinte. Sinlaku continuou a se intensificar, tornando-se um tufão em 9 de setembro.
Embora Cimaron seja o tufão mais intenso a atingir as Filipinas em 2006, o governo local preparou a população para a chegada do tufão e, com isso, minimizando seus impactos sobre o arquipélago. Mesmo assim, foram relatadas 19 fatalidades e $9,3 milhões de dólares em prejuízos, grande parte na agricultura e criação de animais.

## História meteorológica

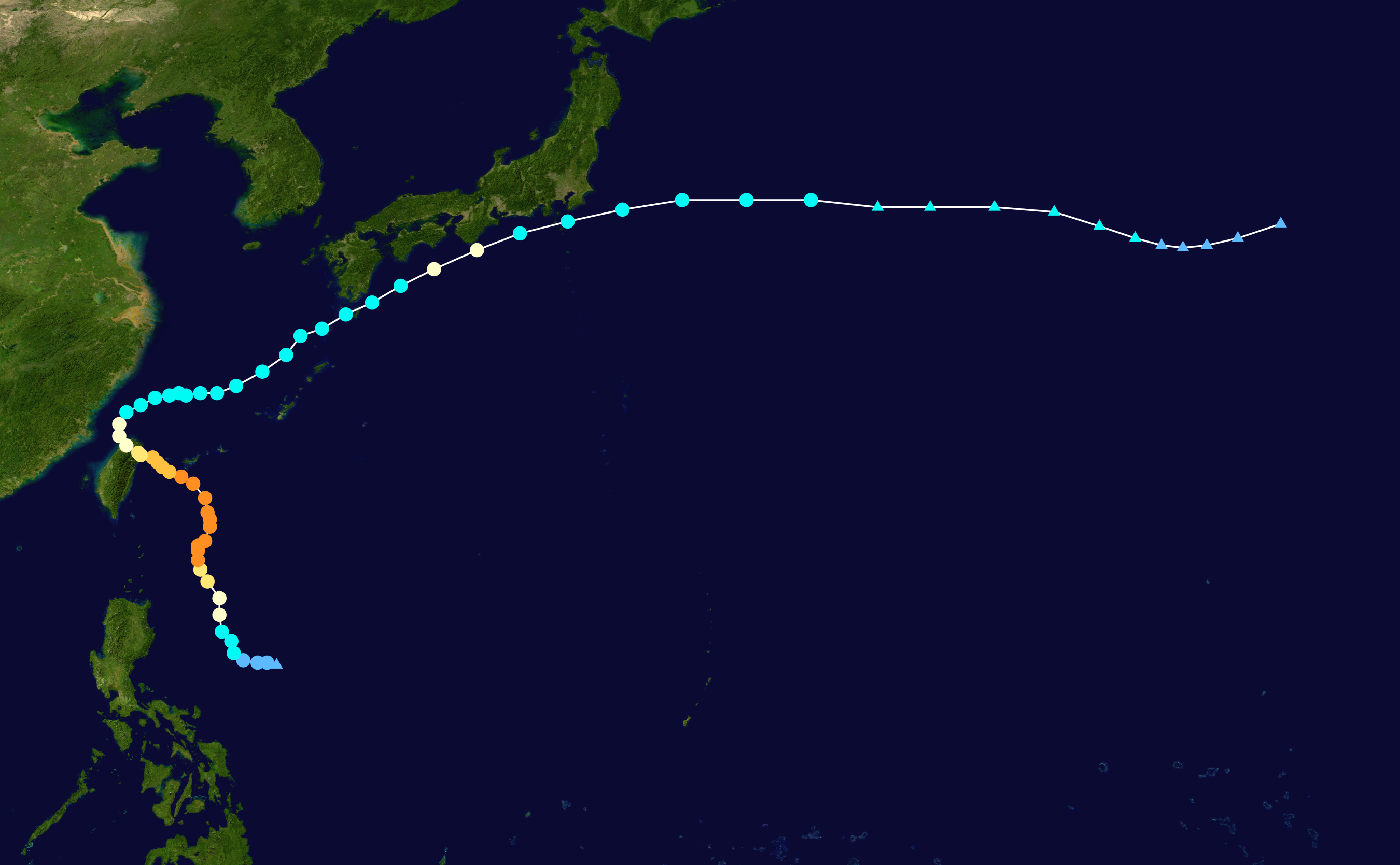
O caminho de Sinlaku

Sinlaku formou-se de uma grande área de baixa pressão que se desenvolveu a partir de uma área de distúrbios meteorológicos em 6 de setembro a leste da ilha de Luzon, Filipinas. O sistema começou primeiramente a mostrar sinais de organização, com a formação de áreas de convecção, no dia seguinte. O sistema começou a se consolidar mais tarde naquele dia assim que as condições meteorológicas favoráveis, tais como o baixo cisalhamento do vento causado por um anticiclone de altos níveis, e pelos bons fluxos de saída melhorados por uma grande área de baixa pressão de altos níveis ao seu leste. Com a organização do sistema, a Agência Meteorológica do Japão (AMJ) classificou a perturbação como uma fraca depressão tropical durante as primeiras horas de 8 de setembro. Horas mais tarde, a Administração de Serviços Atmosféricos, Geofísicos e Astronômicos das Filipinas (PAGASA) também classificou o sistema para uma depressão e lhe atribuiu o nome Marce. Com o sistema continuando a consolidar, o Joint Typhoon Warning Center (JTWC) emitiu ainda durante aquela madrugada um Alerta de Formação de Ciclone Tropical (AFCT), que mencionava que o sistema poderia se tornar um ciclone tropical significativo dentro de um período de 24 horas. A Agência Meteorológica do Japão começou a considerar o sistema como uma depressão tropical plena a partir daquela manhã. O Alerta de Formação de Ciclone Tropical confirmou-se e o JTWC começou a emitir alertas regulares sobre a depressão tropical 15W mais tarde naquele dia, assim que as áreas de convecção associadas ao sistema começaram a envolver o seu centro ciclônico de baixos níveis.
O sistema continuou a se intensificar, e às 18:00 (UTC) de 8 de setembro, a AMJ classificou a depressão para a tempestade tropical e lhe atribuiu o nome Sinlaku, que foi submetido pela Estados Federados da Micronésia e se refere ao nome de uma deusa na mitologia da ilha de Kosrae. O JTWC também classificou o sistema para uma tempestade tropical mais tarde naquele dia. Durante as primeiras horas de 9 de outubro, Sinlaku se tornou uma tempestade tropical severa. A partir daquela tarde, um olho começou a se formar no interior das áreas de convecção profunda associadas ao sistema. A formação do olho indicava que Sinlaku continuava a se intensificar gradualmente sob condições meteorológicas excelentes, e o sistema se tornou um tufão, segundo o JTWC, ainda durante aquela tarde. Mais tarde naquele dia, a AMJ também classificou Sinlaku para um tufão.

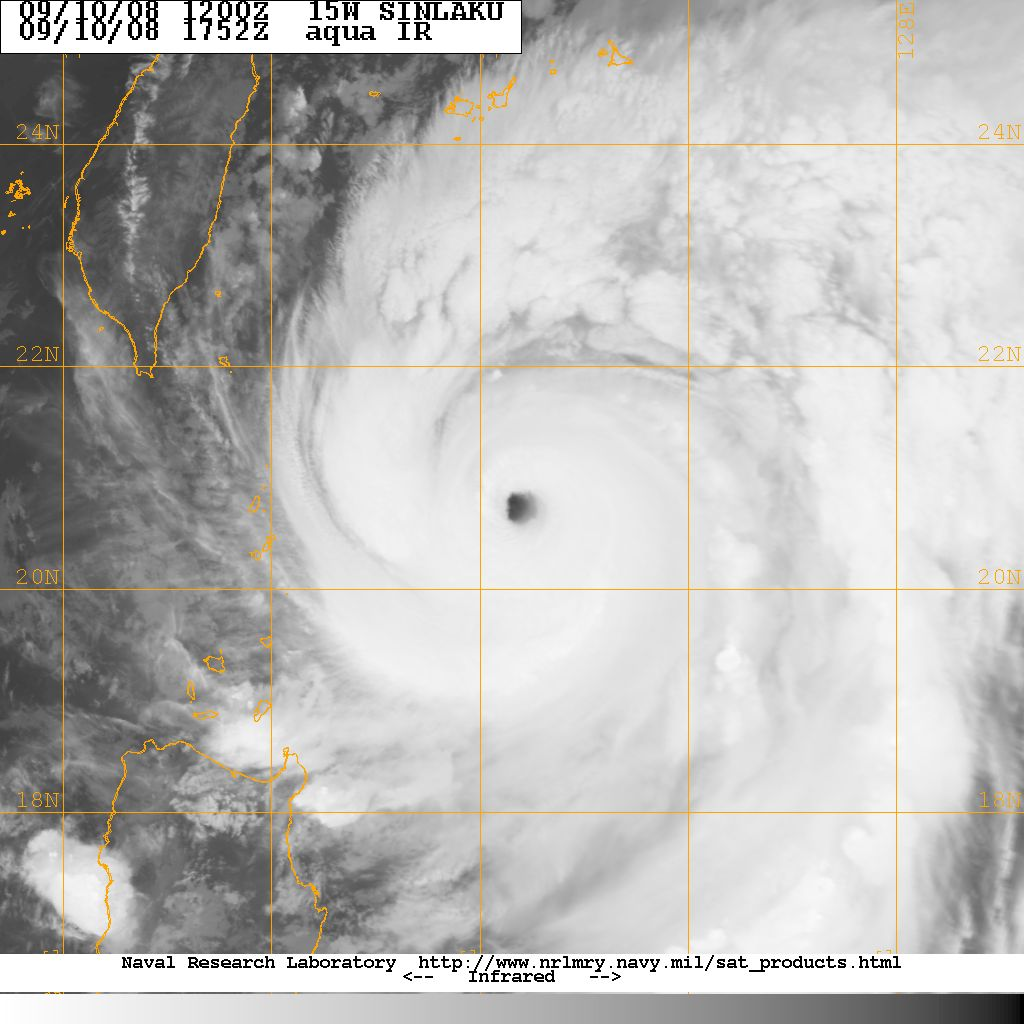
O tufão Sinlaku em 10 de setembro, durante seu pico de intensidade

Seguindo para norte e norte-nordeste através da periferia de uma alta subtropical ao seu leste, Sinlaku começou a se intensificar rapidamente sob condições meteorológicas muito favoráveis. A partir da noite de 9 de outubro, um olho bem definido, com 28 km de diâmetro, se estabeleceu no interior das áreas de convecção do sistema. A rápida intensificação continuou e Sinlaku atingiu seu pico de intensidade no final da noite (UTC) de 10 de setembro, com ventos máximos sustentados em um minuto de 230 km, segundo o JTWC, ou 175 km/h em 10 minutos, segundo a AMJ. A pressão atmosférica também chegou a 935 mbar durante o seu pico de intensidade.
No entanto, o período de rápida intensificação cessou assim que uma área de baixa pressão de altos níveis ao seu oeste causou o ligeiro aumento do cisalhamento do vento e introduziu massas de ar mais seco, que começaram a erodir a bem definida para do olho associada ao sistema. Além disso, Sinlaku também começou a sofrer um ciclo de substituição da parede do olho, que deixou seu núcleo interno mais desorganizado, o que contribuiu para o lento enfraquecimento do sistema. Mesmo após o término do ciclo de substituição da parede do olho, Sinlaku não conseguiu voltar a se intensificar, e a tendência de enfraquecimento se intensificou assim que a circulação ciclônica de baixos níveis começou a interagir com os terrenos montanhosos da ilha de Taiwan. Em 13 de setembro, a intensidade de Sinlaku ficou estacionada brevemente devido ao ligeiro aumento dos fluxos de saída, mesmo com a crescente interação com terra. No entanto, durante a tarde daquele dia, Sinlaku fez landfall no Taiwan, perto da cidade de Tou Cheng, com ventos de até 175 km/h. A partir de então, Sinlaku começou a ficar estacionário sobre o norte taiwanês. Com o sistema menos organizado, a AMJ desclassificou Sinlaku para uma tempestade tropical severa durante a madrugada de 14 de setembro. A PAGASA emitiu seu aviso final sobre o sistema mais tarde naquele dia, assim que "Marce", como ficou conhecido Sinlaku nas Filipinas, deixou a área de responsabilidade da agência filipina.

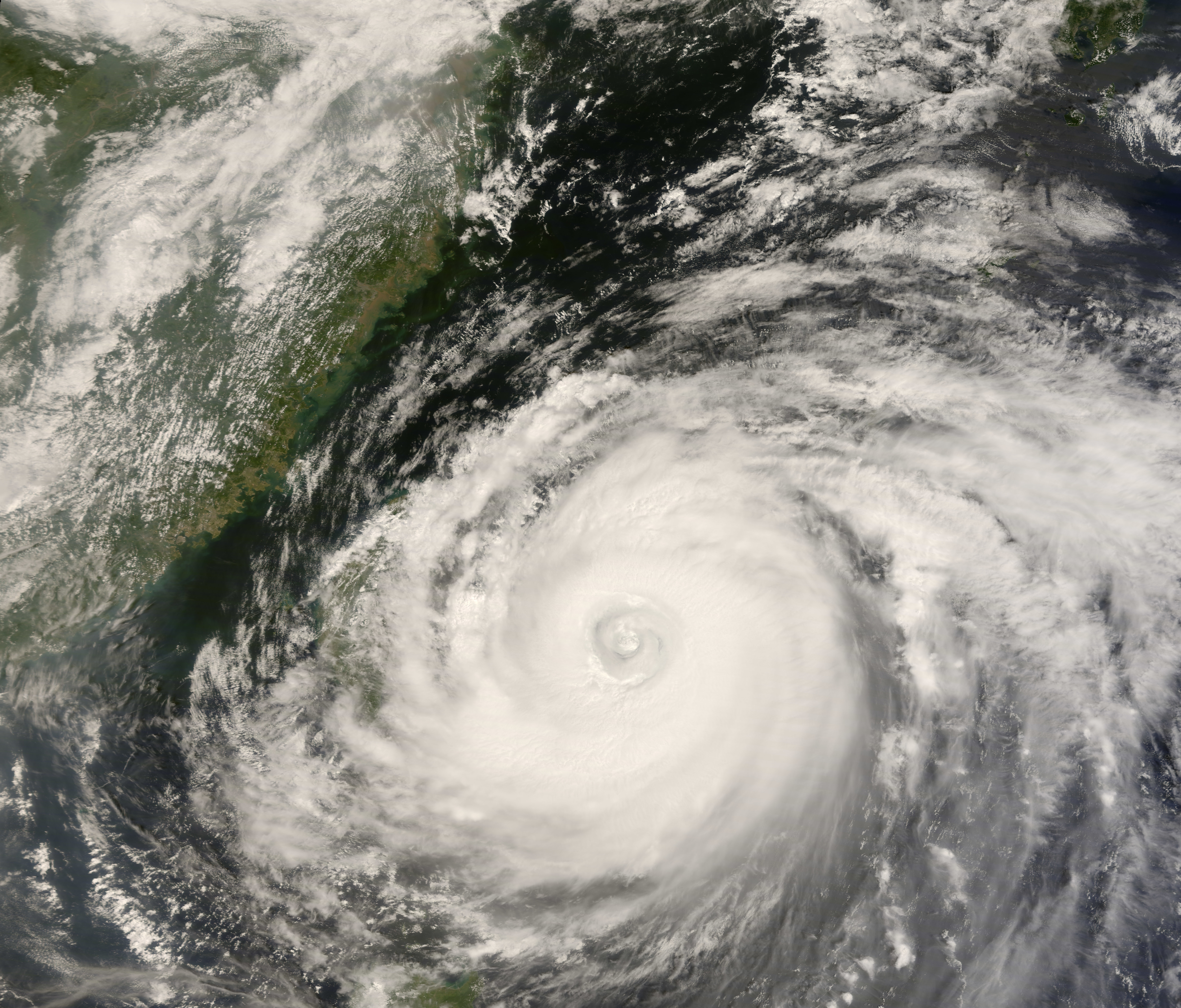
O tufão Sinlaku em 12 de setembro, pouco antes de atingir a ilha taiwanesa

A partir de 15 de setembro, Sinlaku começou a seguir para nordeste devido à passagem de um cavado de médias latitudes sobre a região. O aumento do cisalhamento do vento associado ao cavado de médias latitudes, além da intrusão de ar mais seco, causou o enfraquecimento adicional do sistema. Com isso, Sinlaku enfraqueceu-se para uma tempestade tropical durante a noite de 15 de setembro. Sinlaku continuou a se enfraquecer lentamente no dia seguinte, apesar das condições meteorológicas desfavoráveis; seu centro ciclônico ficou totalmente exposto devido ao forte cisalhamento do vento, mas a tempestade se mantinha relativamente ativa devido aos bons fluxos externos. Com isso, a AMJ desclassificou o sistema para uma simples tempestade tropical em 16 de setembro.
A tendência de enfraquecimento de Sinlaku parou durante as primeiras horas da madrugada de 17 de setembro devido à melhora dos fluxos de saída de altos níveis, o que ajudou na formação de novas áreas de convecção atmosférica. Mais tarde naquele dia, Sinlaku voltou a se intensificar lentamente, e voltou a ser um tufão, segundo o JTWC, durante a madrugada (UTC) de 18 de setembro, enquanto passava ao sul do Japão. Ao mesmo tempo, a AMJ classificou novamente Sinlaku para uma tempestade tropical severa.
No entanto, a tendência de intensificação foi de curta duração. Durante a manhã de 18 de setembro, Sinlaku voltou a se enfraquecer para uma tempestade tropical assim que começou a sofrer transição extratropical. No entanto, as condições meteorológicas conflitantes permitiram um curto período de rápida intensificação. Com isso, Sinlaku voltou a ser um tufão durante a madrugada de 19 de setembro, enquanto passava ao sudeste do Japão. A transição extratropical, que estava em progresso, não permitiu a continua intensificação de Sinlaku, que voltou a se enfraquecer para uma tempestade tropical mais tarde naquele dia. Além disso, o sistema, que seguia rapidamente para leste devido aos ventos do oeste, começou a ser impactado pelo fortíssimo cisalhamento do vento associado à zona baroclínica que se situava sobre a região. Finalmente, durante as primeiras horas da madrugada de 20 de setembro, Sinlaku se tornou um ciclone extratropical enquanto seguia a leste do Japão. Com isso, o JTWC emitiu seu aviso final sobre o sistema. A AMJ ainda manteve Sinlaku como uma tempestade tropical severa até a tarde de 20 de setembro, quando desclassificou o sistema para uma simples tempestade tropical. A agência japonesa também emitiu seu aviso final sobre o sistema durante as primeiras horas de 21 de setembro. O sistema continuou a seguir para leste e para leste-sudeste, afastando-se do arquipélago japonês. Sinlaku perdeu todas as suas características tropicais e se tornou um sistema de núcleo frio bem consolidado durante a madrugada de 23 de setembro.

## Preparativos e impactos
Sinlaku causou fortes chuvas nas Filipinas, em Taiwan e na China. Em Taiwan, as chuvas foram torrenciais; 1.611 mm de precipitação foram registrados. Isto faz de Sinlaku o quarto ciclone tropical mais chuvoso da história do Taiwan. Os prejuízos à agricultura foram severos; pelo menos 20 milhões de dólares foram contabilizados como prejuízos econômicos diretos. Pelo menos 11 pessoas morreram como consequência dos efeitos de Sinlaku na Ásia.